# Agincourt
Agincourt – miejscowość i gmina we Francji, w regionie Grand Est, w departamencie Meurthe i Mozela.
Według danych na rok 1990 gminę zamieszkiwały 412 osoby, a gęstość zaludnienia wynosiła 99 osób/km² (wśród 2335 gmin Lotaryngii Agincourt plasuje się na 653. miejscu pod względem liczby ludności, natomiast pod względem powierzchni na miejscu 1083.).